# 伊和淖日
伊和淖日，是位于中国内蒙古自治区呼伦贝尔市新巴尔虎左旗嵯岗牧场南部的一个湖泊。其位置约在东经118°07′，北纬49°31′。湖面海拔540米，面积达2平方公里。该湖的沉积物主要为芒硝。伊和淖日在蒙古语中的意思是大湖。